# شرف الدين الإربلي
شرف الدين الإربلي هو أحمد بن موسى بن يونس، وشهرته أبو الفضل، فقيه شافعيّ، مولده ووفاته بالموصل سنة (575 - 622 هـ = 1179 - 1225 م)، من بيت رياسة وعلم، أصله من إربل، وولي التدريس بمدرسة سلطانها الملك المعظم.